# Mountainbike-Weltmeisterschaften 2013
Die 26. Mountainbike-Weltmeisterschaften fanden vom 26. August bis zum 1. September 2013 in Pietermaritzburg in Südafrika statt. Zusätzlich wurden dort bereits eine Woche vorher, vom 21. bis zum 25. August, die Mountainbike-Masters-Weltmeisterschaften ausgetragen. Südafrika war damit zum ersten Mal Gastgeber der Mountainbike-Weltmeisterschaften.

## Cross Country

### Männer
| Platz | Land        | Sportler             | Zeit       |
| ----- | ----------- | -------------------- | ---------- |
| 1     | Schweiz     | Nino Schurter        | 1:40:17 h  |
| 2     | Deutschland | Manuel Fumic         | + 0:07 min |
| 3     | Spanien     | José Antonio Hermida | + 0:21 min |

Datum: 31. August 2013, 15:00 Uhr

### Frauen
| Platz | Land       | Sportlerin        | Zeit       |
| ----- | ---------- | ----------------- | ---------- |
| 1     | Frankreich | Julie Bresset     | 1:42:17 h  |
| 2     | Polen      | Maja Włoszczowska | + 0:05 min |
| 3     | Schweiz    | Esther Süss       | + 1:06 min |

Datum: 31. August 2013, 12:30 Uhr

### Männer U23
| Platz | Land        | Sportler                | Zeit       |
| ----- | ----------- | ----------------------- | ---------- |
| 1     | Italien     | Gerhard Kerschbaumer    | 1:28:55 h  |
| 2     | Deutschland | Julian Schelb           | + 0:58 min |
| 3     | Niederlande | Michiel van der Heijden | + 1:24 min |

Datum: 30. August 2013, 15:15 Uhr

### Frauen U23
| Platz | Land        | Sportlerin             | Zeit       |
| ----- | ----------- | ---------------------- | ---------- |
| 1     | Schweiz     | Jolanda Neff           | 01:25:44   |
| 2     | Frankreich  | Pauline Ferrand-Prévot | + 2:26 min |
| 3     | Ukraine     | Jana Belomoina         | + 3:45 min |
| 4     | Deutschland | Helen Grobert          |            |
| 5     | Schweiz     | Andrea Waldis          |            |

Datum: 30. August 2013, 13:00 Uhr

Insgesamt nahmen 37 Fahrerinnen an dem Rennen teil, von denen 2 vorzeitig aufgaben.

### Junioren
| Platz | Land        | Sportler         | Zeit       |
| ----- | ----------- | ---------------- | ---------- |
| 1     | Deutschland | Lukas Baum       | 1:20:06 h  |
| 2     | Kanada      | Peter Disera     | + 0:42 min |
| 3     | Italien     | Gioele Bertolini | + 1:02 min |

Datum: 29. August 2013, 11:30 Uhr

### Juniorinnen
| Platz | Land        | Sportlerin        | Zeit       |
| ----- | ----------- | ----------------- | ---------- |
| 1     | Schweiz     | Alessandra Keller | 1:18:24 h  |
| 2     | Italien     | Emilie Collomb    | + 0:46 min |
| 3     | Deutschland | Sarah Bauer       | + 1:01 min |

Datum: 29. August 2013, 9:30 Uhr

### Staffel
| Platz | Land        | Sportler                                                                | Zeit       |
| ----- | ----------- | ----------------------------------------------------------------------- | ---------- |
| 1     | Italien     | Marco Aurelio Fontana Gioele Bertolini Eva Lechner Gerhard Kerschbaumer | 51:54 min  |
| 2     | Frankreich  | Jordan Sarrou Raphaël Gay Julie Bresset Maxime Marotte                  | + 0:01 min |
| 3     | Deutschland | Markus Schulte-Lünzum Georg Egger Hanna Klein Manuel Fumic              | + 1:23 min |

Datum: 28. August 2013, 16:00 Uhr

## Cross Country Eliminator

### Männer
| Platz | Land | Sportlerin         | Zeit |
| ----- | ---- | ------------------ | ---- |
| 1     | AUS  | Paul van der Ploeg |      |
| 2     | AUT  | Daniel Federspiel  |      |
| 3     | ARG  | Andres Soto        |      |
| 4     | ITA  | Elia Silvestri     |      |

Datum: 1. September 2013

### Frauen
| Platz | Land | Sportlerin      | Zeit |
| ----- | ---- | --------------- | ---- |
| 1     | SWE  | Alexandra Engen |      |
| 2     | SUI  | Jolanda Neff    |      |
| 3     | SUI  | Linda Indergand |      |
| 4     | GER  | Nadine Rieder   |      |

Datum: 1. September 2013

## Downhill

### Männer
| Platz | Land | Sportler          | Zeit |
| ----- | ---- | ----------------- | ---- |
| 1     | RSA  | Greg Minaar       |      |
| 2     | AUS  | Michael Hannah    |      |
| 3     | AUS  | Jared Graves      |      |
| 4     | NZL  | Samuel Blenkinsop |      |

Datum: 30. August 2013

### Frauen
| Platz | Land | Sportlerin      | Zeit |
| ----- | ---- | --------------- | ---- |
| 1     | GBR  | Rachel Atherton |      |
| 2     | FRA  | Emmeline Ragot  |      |
| 3     | AUS  | Tracey Hannah   |      |
| 4     | USA  | Jill Kintner    |      |

Datum: 29. August 2013

### Junioren
| Platz | Land | Sportler      | Zeit |
| ----- | ---- | ------------- | ---- |
| 1     | USA  | Richard Rude  |      |
| 2     | FRA  | Loris Vergier |      |
| 3     | GBR  | Michael Jones |      |

Datum: 30. August 2013

### Juniorinnen
| Platz | Land | Sportlerin        | Zeit |
| ----- | ---- | ----------------- | ---- |
| 1     | GBR  | Tahnée Seagrave   |      |
| 2     | AUS  | Danielle Beecroft |      |
| 3     | AUS  | Tegan Molloy      |      |

Datum: 29. August 2013

## Trials

### Männer 26"
| Platz | Land | Sportler           |
| ----- | ---- | ------------------ |
| 1     | FRA  | Vincent Hermance   |
| 2     | FRA  | Gilles Coustellier |
| 3     | BEL  | Kenny Belaey       |

### Männer 20"
| Platz | Land | Sportler           |
| ----- | ---- | ------------------ |
| 1     | ESP  | Abel Mustieles     |
| 2     | FRA  | Aurelien Fontenoy  |
| 3     | ESP  | Benito Ros Charral |

### Frauen
| Platz | Land | Sportlerin         |
| ----- | ---- | ------------------ |
| 1     | SVK  | Tatiana Janickova  |
| 2     | ESP  | Gemma Abant Condal |
| 3     | AUS  | Janine Jungfels    |

### Team
| Platz | Land | Sportler                                                                        |
| ----- | ---- | ------------------------------------------------------------------------------- |
| 1     | ESP  | Bernat Seuba Romeu Benito Ros Gemma Abant Condal Rafael Tibau Roura             |
| 2     | FRA  | Jeremy Descloux Aurelien Fontenoy Marion Porchet Alex Rudeau Gilles Coustellier |
| 3     | GER  | Lucas Krell Matthias Mrohs Andrea Wesp Jonathan Sandritter Hannes Herrmann      |

## Fourcross
Die Weltmeisterschaften im Mountainbike-Fourcross wurden Leogang Österreich ausgetragen.

### Männer
| Platz | Land | Sportlerin      | Zeit |
| ----- | ---- | --------------- | ---- |
| 1     | NED  | Joost Wichman   |      |
| 2     | CZE  | Michael Mechura |      |
| 3     | FRA  | Quentin Derbier |      |

### Frauen
| Platz | Land | Sportlerin        | Zeit |
| ----- | ---- | ----------------- | ---- |
| 1     | AUS  | Caroline Buchanan |      |
| 2     | GBR  | Katy Curd         |      |
| 3     | FRA  | Celine Gros       |      |